# Estádio Brinco de Ouro da Princesa
Estádio Brinco de Ouro, oftewel het Estádio Brinco de Ouro da Princesa, is een voetbalstadion dat op 31 mei 1953 werd geopend in Campinas met een maximale capaciteit van 40.988, dat later werd teruggebracht naar 32.453. Het is de thuisbasis van Guarani FC.

## Geschiedenis
Het stadion werd geopend op 31 mei 1953, dat toen capaciteit had van 15.000 man. 22 jaar later telde het al capaciteit van 25.000 toeschouwers en dit werd in 1970 nog maar eens uitgebreid tot 35.000. In 1978 werd Guarani landskampioen van Brazilië, waarna het hongerige ambities koesterde en het stadion in 1980 uitbreidde naar 55.000 toeschouwers. Dezer dagen telt het stadion een maximale capaciteit van 40.000 toeschouwers, maar normaal kunnen er maar 32.000 toeschouwers in het stadion een zitje vinden.